# Demi-lune grise
Notodonta torva
Pour les articles homonymes, voir Demi-lune.
Espèce
Le Demi-lune grise, Notodonta torva, est une espèce d'insectes lépidoptères, un papillon de nuit de la famille des Notodontidae, de la sous-famille des Notodontinae, et du genre Notodonta.
- Répartition : de l’Europe au Japon.
- Envergure du mâle : de 20 à 22 mm.
- Période de vol : de mai à septembre en deux générations.
- Habitat : bois.
- Plantes-hôtes : Betula et Populus.

## Source
- P.C. Rougeot, P. Viette, Guide des papillons nocturnes d'Europe et d'Afrique du Nord, Delachaux et Niestlé, Lausanne 1978.